# Alexis Messidoro
Alexis Nahuel Messidoro (José C Paz, Buenos Aires, 13 de mayo de 1997) es un futbolista argentino. Juega como mediocampista y actualmente se encuentra en el Dewa United FC de Indonesia.

## Trayectoria

### Inicios
Se inició en el Club Social y Cultural Lourdes (Villa Lynch, San Martin) y en la escuela de fútbol Plaza Urquiza, de Williams Morris, Hurlingham (ambos en Baby Fútbol).

### Boca Juniors
Se probó en las divisiones inferiores xeneizes (prenovena división, 13 años), pero apenas pudo mostrarse cinco minutos. Diego Mazzilli, encargado de coordinar aquella prueba en el Club El Porvenir de José C. Paz, le ofreció sumarse al club. 
El 2 de enero de 2016 se sumó al plantel profesional del Club Atlético Boca Juniors, dirigido por el "vasco" Arruabarrena, siendo su primera citación al primer plantel de la institución. El 16 de dicho mes, debutó en el primer amistoso del año del equipo frente a Emelec de Ecuador, anotando el primer gol del partido y asistiendo a Cristian Pavón en el segundo. El partido culminaría 3 a 0 a favor de Boca Juniors y resultó ser elegido como la figura del partido junto con su compañero Leonardo Jara.
El 15 de abril, el técnico Guillermo Barros-Schelotto confirmó la presencia de Alexis en los concentrados de Boca para enfrentar al Club Atlético Aldosivi, por la fecha 11 del Torneo de Transición 2016. El 16 de abril debutó de manera profesional con la camiseta de Boca Juniors, jugó los 90 minutos y convirtió su primer gol en el club.

### Sport Boys
En enero de 2017, al no ser considerado por Barros Schelotto, Messidoro fue cedido al Sport Boys de Bolivia. 

### Cruzeiro
En julio de 2017 llega a Cruzeiro Esporte Clube, de Belo Horizonte, Brasil.

### Cerro Largo Fútbol Club
En febrero de 2019 llega al club uruguayo, debutando oficialmente el 16 de marzo logrando anotar su primer gol en este club.

### Platense
En plena pandemia, arriba al Club Atlético Platense luego de participar en la Copa Libertadores 2020 con Estudiantes de Mérida.

## Estadísticas

### Clubes
- Actualizado hasta el 15 de abril de 2024.

| Club                              | Div.          | Temporada     | Liga  | Liga  | Copas Nacionales | Copas Nacionales | Torneos Internacionales | Torneos Internacionales | Total | Total | Media goleadora |
| Club                              | Div.          | Temporada     | Part. | Goles | Part.            | Goles            | Part.                   | Goles                   | Part. | Goles | Media goleadora |
| --------------------------------- | ------------- | ------------- | ----- | ----- | ---------------- | ---------------- | ----------------------- | ----------------------- | ----- | ----- | --------------- |
| Boca Juniors Argentina            |               |               |       |       |                  |                  |                         |                         |       |       |                 |
| 1.ª                               | 2016          | 5             | 1     | —     | —                | —                | —                       | 5                       | 1     | 0,20  |                 |
| Total club                        | Total club    | 5             | 1     | 0     | 0                | 0                | 0                       | 5                       | 1     | 0,20  |                 |
| Sport Boys · Bolivia              |               |               |       |       |                  |                  |                         |                         |       |       |                 |
| 1.ª                               | 2017          | 20            | 2     | —     | —                | 6                | 2                       | 26                      | 4     | 0,15  |                 |
| Total club                        | Total club    | 20            | 2     | 0     | 0                | 6                | 2                       | 26                      | 4     | 0,15  |                 |
| Cruzeiro · Brasil                 |               |               |       |       |                  |                  |                         |                         |       |       |                 |
| 1.ª                               | 2017          | 3             | 0     | —     | —                | —                | —                       | 3                       | 0     | 0,00  |                 |
| Total club                        | Total club    | 3             | 0     | 0     | 0                | 0                | 0                       | 3                       | 0     | 0,00  |                 |
| Talleres Argentina                |               |               |       |       |                  |                  |                         |                         |       |       |                 |
| 1.ª                               | 2018          | 2             | 0     | —     | —                | —                | —                       | 2                       | 0     | 0,00  |                 |
| Total club                        | Total club    | 2             | 0     | 0     | 0                | 0                | 0                       | 2                       | 0     | 0,00  |                 |
| Cerro Largo · Uruguay             |               |               |       |       |                  |                  |                         |                         |       |       |                 |
| 1.ª                               | 2019          | 4             | 1     | —     | —                | —                | —                       | 4                       | 1     | 0,25  |                 |
| Total club                        | Total club    | 4             | 1     | 0     | 0                | 0                | 0                       | 4                       | 1     | 0,25  |                 |
| Estudiantes de Mérida · Venezuela |               |               |       |       |                  |                  |                         |                         |       |       |                 |
| 1.ª                               | 2020          | 5             | 1     | —     | —                | 2                | 0                       | 7                       | 1     | 0,14  |                 |
| Total club                        | Total club    | 5             | 1     | 0     | 0                | 2                | 0                       | 7                       | 1     | 0,14  |                 |
| Platense Argentina                |               |               |       |       |                  |                  |                         |                         |       |       |                 |
| 2.ª                               | 2020          | 3             | 1     | —     | —                | —                | —                       | 3                       | 1     | 0,34  |                 |
| 1.ª                               | 2021          | 4             | 0     | —     | —                | —                | —                       | 4                       | 0     | 0,00  |                 |
| Total club                        | Total club    | 7             | 1     | 0     | 0                | 0                | 0                       | 7                       | 1     | 0,14  |                 |
| O. F. Ierapetra · Grecia          |               |               |       |       |                  |                  |                         |                         |       |       |                 |
| 2.ª                               | 2021/22       | 28            | 10    | 1     | 0                | —                | —                       | 29                      | 10    | 0,34  |                 |
| Total club                        | Total club    | 28            | 10    | 1     | 0                | 0                | 0                       | 29                      | 10    | 0,34  |                 |
| Persis Solo Indonesia             |               |               |       |       |                  |                  |                         |                         |       |       |                 |
| 1.ª                               | 2022/23       | 33            | 8     | 2     | 0                | —                | —                       | 35                      | 8     | 0,23  |                 |
| 1.ª                               | 2023/24       | 28            | 5     | 0     | 0                | —                | —                       | 28                      | 5     | 0,18  |                 |
| Total club                        | Total club    | 61            | 13    | 2     | 0                | 0                | 0                       | 63                      | 13    | 0,21  |                 |
| Total carrera                     | Total carrera | Total carrera | 135   | 29    | 3                | 0                | 8                       | 2                       | 146   | 31    | 0,21            |

## Palmarés

### Títulos nacionales
| Título         | Club                   | País   | Año  |
| -------------- | ---------------------- | ------ | ---- |
| Copa de Brasil | Cruzeiro Esporte Clube | Brasil | 2017 |